# Leo Abbott
Leo Abbott (* 24. August 1950 in Boston, Massachusetts, Vereinigte Staaten) ist ein US-amerikanischer Organist und Komponist.

## Leben
Leo Abbott wurde an der  Boston Archdiocesan Choir School in Cambridge und an der Chaloff School of Music graduiert. Zu seinen Orgeldozenten zählten Theodore Norbert Marier (1912–2001), George Faxon, Clarence Watters und Flor Peeters. Improvisation studierte er bei Naji Hakim und Klavier bei Julius Chaloff (1892–1979). Er war Organist- und Choirmaster an der St. Mary’s Church, Holliston, Massachusetts. Von 1986 bis zum 31. August 2018 war er Musikdirektor und Organist an der Cathedral of the Holy Cross  in Boston. Hier engagierte er sich stark für die Restaurierung der E. and G.G. Hook & Hastings-Orgel. Abbott ist Mitglied der American Guild of Organists (AGO), der Organ Historical Society und der Conference of Roman Catholic Cathedral Musician. Er gewann mehrere erste Preise bei mehreren nationalen und internationalen Wettbewerben. 1984 war er Finalist beim Grand Prix de Chartres.  Am 29. Oktober 2006 spielte er in der Cathedral of the Holy Cross  in Boston die Uraufführung der Esquisses Grégoriennes [Gregorianische Skizzen] von Naji Hakim. Seine Konzerttätigkeit führte ihn durch die Vereinigten Staaten, Frankreich, Belgien und Irland. So gab er am 20. Juli 2014 in der Westminster Cathedral ein Orgelkonzert. 2016 komponierte Charles Callahan als Auftragswerk für Leo Abbott das Te Deum für Blechbläserquartett und Orgel mit optionalen Pauken.

## Werke (Auswahl)
- In dulci jubilo (Canon) für Orgel. Publiziert in der Sammlung A Christmas celebration  bei MorningStar Music Publisher.
- Londonderry Air, Arrangement. Eingespielt von James Culp auf der CD Organ Favourites beim Label Hallmark Classics, 1995
- The angels sing, Baskisches Weihnachtslied, Arrangement[7]

## Einspielungen
- Johann Sebastian Bach: Kyrie, Gott heiliger Geist; Maurice Durufle: Introitus und Kyrie aus dem  Requiem. Auf Gregorian Chant in Liturgy and Education. Herausgegeben vom Center for Ward Method Studies der School of Music der The Catholic University of America. Live aufgenommen zwischen dem 19. und 22. Juni 1983
- 1875 E and GG Hook and Hastings Opus 801. Leo Abbott, Orgel. Publiziert am 24. Oktober 2006 bei, Label Afka. I Charles Gounod: Marche pontificale, 1869[8]  II Johann Sebastian Bach: Fantasie G Dur, BWV 572 III Charles-Marie Widor: Symphonie gothique c-Moll, op. 70 IV Felix Mendelssohn Bartholdy: Präludium und Fuge op. 37 Nr. 1 V César Franck: Cantabile H-Dur aus den Trois pièces pour grand orgue VI Felix Alexandre Guilmant: Morceau de concert [Konzertstück] für Orgel, Op. 24 VII Jacques-Nicolas Lemmens: Prière [Gebet] in G-Dur VIII Louis Vierne: Naiades 4. Satz aus der Suite Nr. 4, Op. 55 IX J. Frank Donahoe (vor 1860–nach 1906): Prelude und Allegretto X George Elbridge Whiting: Etude in d-Moll OCLC 29057417
- George Elbridge Whiting: Grand Sonata, op. 25 - Allegro con moto auf der CD Historic Organs Of Connecticut. 1994 herausgegeben von der Organ Historical Society.
- Vexilla regis prodeunt und Improvisation on Salve Regina von Leo Abbott. Eingespielt von Leo Abbott auf der Orgel der Cathedral of the Holy Cross in Boston auf der CD Historic Organs Of Boston - Thirty-one Historic Pipe Organs beim Label Raven Recordings.